# 圣比亚焦-普拉塔尼
圣比亚焦-普拉塔尼（義大利語：San Biagio Platani），是意大利西西里大区阿格里真托省的一个市镇。总面积42.42平方公里，人口3567人，人口密度84.1人/平方公里（2009年）。ISTAT代码为084035。